# Daniel Schwaab
Daniel Schwaab (Waldkirch, 23 augustus 1988) is een voormalig Duits voetballer die doorgaans als centrale verdediger of als rechtsback speelde. Hij kwam uit voor SC Freiburg, Bayer Leverkusen, VfB Stuttgart en PSV.

## Clubcarrière
Schwaab begon met voetballen bij SV Waldkirch en werd op zijn elfde opgenomen in de jeugdopleiding van SC Freiburg. Hiervoor debuteerde hij in 2006 in het betaald voetbal, in de 2. Bundesliga. Hij kwam in zijn eerste jaar 27 competitiewedstrijden in actie, wat er in drie seizoenen bij Freiburg ruim negentig werden. Schwaab werd in het seizoen 2008/09 met SC Freiburg kampioen in de 2. Bundesliga. Hij speelde dat jaar op een na alle wedstrijden.
Schwaab verruilde SC Freiburg in juni 2009 voor Bayer Leverkusen. Hiervoor maakte hij op 8 augustus 2009 zijn debuut in de Bundesliga, tegen FSV Mainz 05. Hij speelde in het begin voornamelijk als rechtsback, maar na de komst van Daniel Carvajal in het seizoen 2012/13 vaker als centrale verdediger. Schwaab werd met Bayer Leverkusen in vier seizoenen achtereenvolgens vierde, tweede, vijfde en derde in de Bundesliga. Hij debuteerde in dienst van Bayer Leverkusen in 2010 in de Europa League en in 2011 in de UEFA Champions League.
Schwaab tekende op 8 mei 2013 een driejarig contract bij VfB Stuttgart, dat in juli 2013 inging. Hier volgde drie jaar vechten tegen degradatie. Dit lukte middels een vijftiende plaats in 2013/14 en een veertiende in 2014/15, maar plaats zeventien in 2015/16 betekende dat VfB Stuttgart voor het eerst in 39 jaar uit de Bundesliga verdween.
Schwaab tekende in de zomer van 2016 een driejarig contract bij PSV, de kampioen van Nederland in het voorgaande seizoen. Het lijfde hem transfervrij in nadat zijn verbintenis bij VfB Stuttgart afgelopen was. Schwaab werd na Horst Nussbaum, Horst-Dieter Strich, Jean Willrich en Georg Koch de vijfde Duitser in het eerste elftal van PSV. Hij maakte op 31 juli 2016 zijn officiële debuut voor de Eindhovense club. Die dag won hij met zijn ploeggenoten met 1-0 van Feyenoord in de wedstrijd om de Johan Cruijff Schaal 2016. Schwaab concurreerde gedurende het seizoen 2016/17 met Nicolas Isimat-Mirin voor een basisplaats centraal achterin, waar de vertrokken Jeffrey Bruma daarvoor speelde. Trainer Phillip Cocu veranderde dat jaar een paar keer van voorkeur, maar verkoos meestal de Fransman. PSV eindigde dat seizoen als derde. Schwaab maakte op 15 oktober 2017 zijn eerste doelpunt voor PSV. Hij kopte die dag de 2-3 in tijdens een met 2–5 gewonnen competitiewedstrijd uit bij VVV-Venlo. Hij was gedurende de seizoenen 2017/18 en 2018/19 basisspeler bij PSV, eerst naast Isimat-Mirin en in zijn laatste jaar naast Nick Viergever. Schwaab won in het seizoen 2017/18 voor het eerst in zijn carrière een landskampioenschap. Een seizoen later bleven PSV en hij tot in de voorlaatste speelronde in de race voor titelprolongatie, maar eindigden ze met drie punten achterstand op Ajax. Na drie seizoenen in Nederland koos Schwaab ervoor om met zijn familie terug te gaan naar Duitsland, ondanks een aanbieding voor verlenging van zijn contract. Hij trainde in de voorbereiding op het seizoen 2019/20 mee bij zijn oude club SC Freiburg, maar nadat trainer Mark van Bommel hem persoonlijk benaderde besloot hij in augustus 2019 alsnog in te gaan op de aanbieding die PSV hem eerder had gedaan. Hij tekende een contract voor een seizoen. In mei 2020 vertrok hij bij PSV toen duidelijk was geworden dat zijn contract niet verlengd zou worden en er vanwege de Coronacrisis niet meer gespeeld ging worden. In november 2020 stopte Schwaab met voetballen om jeugdtrainer te worden.

## Clubstatistieken
| Seizoen        | Club                | Competitie     | Competitie | Competitie | Beker | Beker | Internationaal | Internationaal | Totaal | Totaal |
| Seizoen        | Club                | Competitie     | Wed.       | Dlp.       | Wed.  | Dlp.  | Wed.           | Dlp.           | Wed.   | Dlp.   |
| -------------- | ------------------- | -------------- | ---------- | ---------- | ----- | ----- | -------------- | -------------- | ------ | ------ |
| 2006/07        | SC Freiburg         | 2. Bundesliga  | 27         | 1          | 0     | 0     | —              | —              | 27     | 1      |
| 2007/08        | SC Freiburg         | 2. Bundesliga  | 31         | 1          | 0     | 0     | —              | —              | 31     | 1      |
| 2008/09        | SC Freiburg         | 2. Bundesliga  | 33         | 5          | 0     | 0     | —              | —              | 33     | 5      |
| Club totaal    | Club totaal         | Club totaal    | 91         | 7          | 0     | 0     | 0              | 0              | 91     | 7      |
| 2009/10        | Bayer 04 Leverkusen | Bundesliga     | 27         | 0          | 1     | 0     | —              | —              | 28     | 0      |
| 2010/11        | Bayer 04 Leverkusen | Bundesliga     | 30         | 0          | 2     | 0     | 8              | 0              | 40     | 0      |
| 2011/12        | Bayer 04 Leverkusen | Bundesliga     | 23         | 0          | 0     | 0     | 5              | 0              | 28     | 0      |
| 2012/13        | Bayer 04 Leverkusen | Bundesliga     | 16         | 0          | 2     | 0     | 4              | 0              | 22     | 0      |
| Club totaal    | Club totaal         | Club totaal    | 96         | 0          | 5     | 0     | 17             | 0              | 118    | 0      |
| 2013/14        | VfB Stuttgart       | Bundesliga     | 32         | 0          | 2     | 0     | 4              | 0              | 38     | 0      |
| 2014/15        | VfB Stuttgart       | Bundesliga     | 31         | 1          | 1     | 0     | —              | —              | 32     | 1      |
| 2015/16        | VfB Stuttgart       | Bundesliga     | 29         | 0          | 3     | 0     | —              | —              | 32     | 0      |
| Club totaal    | Club totaal         | Club totaal    | 92         | 1          | 6     | 0     | 4              | 0              | 102    | 1      |
| 2016/17        | PSV                 | Eredivisie     | 23         | 0          | 1     | 0     | 6              | 0              | 30     | 0      |
| 2017/18        | PSV                 | Eredivisie     | 31         | 2          | 4     | 0     | 1              | 0              | 36     | 2      |
| 2018/19        | PSV                 | Eredivisie     | 31         | 1          | 0     | 0     | 7              | 0              | 38     | 1      |
| 2019/20        | PSV                 | Eredivisie     | 18         | 1          | 2     | 0     | 4              | 1              | 24     | 2      |
| Club totaal    | Club totaal         | Club totaal    | 103        | 4          | 5     | 0     | 18             | 1              | 128    | 5      |
| Carrièretotaal | Carrièretotaal      | Carrièretotaal | 382        | 12         | 16    | 0     | 39             | 1              | 439    | 13     |

Bijgewerkt op 22 mei 2020

## Interlandcarrière
Schwaab speelde 24 interlands voor Duitsland –21, waarmee hij het EK –21 van 2009 won. Hij speelde zelf alleen mee in de finale, als invaller. Zijn ploeggenoten en hij wonnen in die eindstrijd met 4–0 van Engeland –21.

## Erelijst
| Competitie             |             |             |             |             |
| Competitie             | Aantal      | Jaren       |             |             |
| SC Freiburg            | SC Freiburg | SC Freiburg | SC Freiburg | SC Freiburg |
| ---------------------- | ----------- | ----------- | ----------- | ----------- |
| Kampioen 2. Bundesliga | 1x          | 2008/09     |             |             |
| PSV                    |             |             |             |             |
| Kampioen Eredivisie    | 1x          | 2017/18     |             |             |
| Johan Cruijff Schaal   | 1x          | 2016        |             |             |
| Duitsland –21          |             |             |             |             |
| Europees kampioen –21  | 1x          | 2009        |             |             |

Individueel
- Eredivisie Team van het Seizoen: 2017/18[7]